# 井芹典太
井芹 典太（いぜり のりた、1851年3月3日〈嘉永4年2月1日〉 - 1924年〈大正13年〉4月20日）は、明治から大正時代の政治家。醸造家。大地主。貴族院多額納税者議員。

## 経歴
肥後国、のちの熊本県八代郡宮原町（現氷川町）出身。井芹嘉門の長男として生まれ、1876年（明治9年）7月に家督を相続する。酒造業を営み、1915年（大正4年）時点で直接国税5200余円を納め多額納税者に列した。
1890年（明治23年）には熊本県多額納税者として貴族院議員に互選され、同年9月29日から1895年（明治28年）7月5日まで務めた。

## 親族
- 長男：井芹康也（貴族院多額納税者議員）[6]